# Białorzytka (zwyczajna)
Białorzytka zwyczajna (Oenanthe oenanthe) – gatunek małego ptaka wędrownego z rodziny muchołówkowatych (Muscicapidae).

## Występowanie
Zamieszkuje całą Europę wraz z Islandią, wybrzeża Grenlandii, środkową i północną Azję aż po jej wschodnie krańce, północno-wschodnią i północno-zachodnią Amerykę Północną. Migruje na duże odległości, zimuje w tropikalnej Afryce na południe od Sahary. Ptaki z Alaski, zimujące głównie we wschodniej Afryce, pokonują w jedną stronę około 14 500 km, przelatując nad Azją. W zależności od populacji, migracje białorzytek trwają zwykle od jednego do trzech miesięcy.
W środkowej i północnej Europie jest to jedyny przedstawiciel rodzaju Oenanthe. W Polsce średnio liczny ptak lęgowy, rozpowszechniony w całym kraju, zarówno na niżu, jak i w górach. Według szacunków Monitoringu Pospolitych Ptaków Lęgowych, w latach 2013–2018 populacja białorzytki w Polsce liczyła 47–67 tysięcy par lęgowych.

## Systematyka
Po raz pierwszy zgodnie z zasadami nazewnictwa binominalnego gatunek ten opisał w 1758 roku szwedzki przyrodnik Karol Linneusz w 10. wydaniu Systema Naturae. Autor nadał ptakowi nazwę Motacilla oenanthe, a jako miejsce występowania podał „in Europae apricis lapidosis”, czyli słoneczne i kamieniste rejony Europy. W 1910 roku Hartert zawęził miejsce typowe do Szwecji. W 1816 roku Vieillot wprowadził dla tego gatunku rodzaj Oenanthe i w nim jest on klasyfikowany obecnie.
Wyróżnia się trzy podgatunki O. oenanthe:
- O. oenanthe leucorhoa (J.F. Gmelin, 1789) – północno-wschodnia Kanada, Grenlandia i Islandia.
- O. oenanthe oenanthe (Linnaeus, 1758) – północna i środkowa Europa przez północną Azję do wschodniej Syberii i północno-zachodniej Ameryki Północnej.
- O. oenanthe libanotica (Hemprich & Ehrenberg, 1833) – południowa Europa przez Bliski Wschód i południowo-zachodnią Azję do Mongolii i północno-zachodnich Chin.

Za podgatunek białorzytki zwyczajnej przez wiele lat uznawana była białorzytka czarnogardła (Oenanthe seebohmi) z północno-zachodniej Afryki, została ona jednak uznana za osobny gatunek na podstawie różnic w morfologii i wokalizacji. Decyzja ta została w 2024 roku zaakceptowana przez North American Classification Committee (NACC).

## Charakterystyka

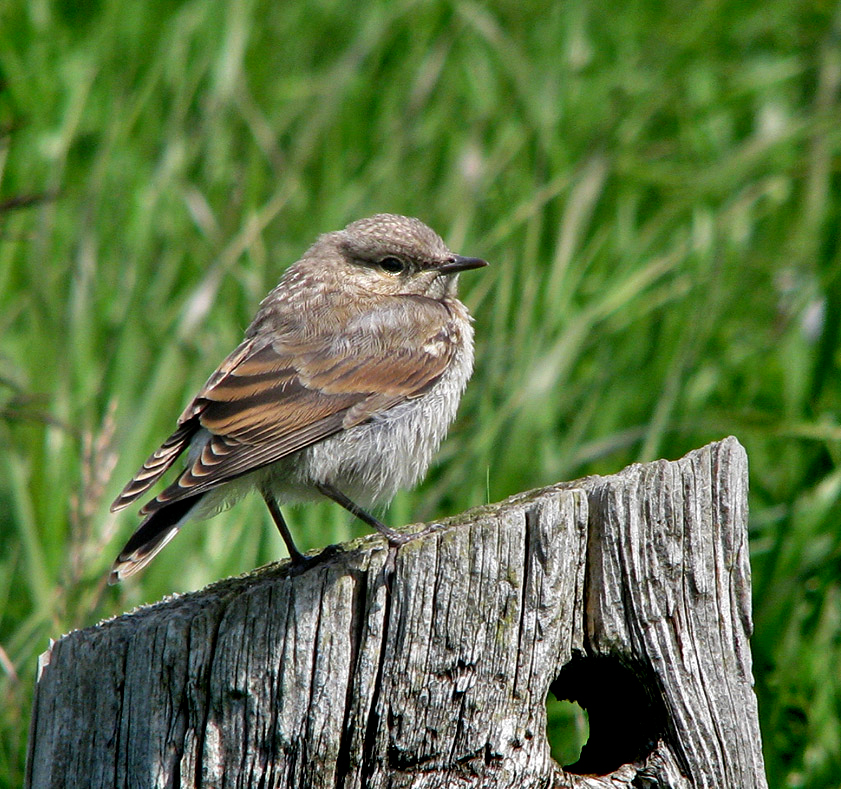
Młody osobnik

Wygląd zewnętrznySylwetka wyprostowana, dość smukła. Samce w szacie godowej mają szarą głowę i grzbiet, czarną maskę na policzkach, zwężającą się przy dziobie oraz białą brew. Skrzydła czarne, spód ciała biały z wyjątkiem żółtawej piersi i gardła. Kuper biały, a na ogonie i pokrywach nadogonowych szeroki czarny wzór w kształcie odwróconej litery „T”. Samice i samce w szacie spoczynkowej podobne, mają mniej kontrastowe ubarwienie głowy, wierzchu i skrzydeł, o odcieniu brązowoszarym. Od spodu są zwykle bardziej beżowe. Młode ptaki mają ciemniejszy, plamkowany wierzch ciała, a spód jasny ze wzorem łusek.
Podgatunek leucorhoa występujący na Islandii i Grenlandii jest nieco większy, intensywniej ubarwiony i ma szerszy czarny pasek na ogonie.
Rozmiarydługość ciała ok. 15 cm, rozpiętość skrzydeł ok. 26–32 cm
Masa ciałaok. 20–30 g
GłosWabi ostrym „hijt”, alarmuje twardym, prawie bezdźwięcznym „czak”. Śpiew składa się z szybkiej serii skrzypiących zwrotek przeplatanych gwizdami, niekiedy z naśladownictwami. Śpiewa na ziemi, często z jakiegoś podwyższenia, lub w locie; także nocą.
ZachowanieZaniepokojony wykonuje szybkie przysiady i uderzenia ogonem. Wędrowny, przeloty w VIII–X i III–IV. Podczas wędrówek przebywa często w małych stadach na wybrzeżach, ale w sezonie lęgowym tylko w parach. Bezpośrednio po powrocie z zimowisk często przebywa na polach.

## Środowisko
Otwarte tereny, nie zadrzewione, najczęściej kamieniste z niską, rzadką roślinnością. Występuje w tundrze, na nadmorskich klifach, w górach, na rumowiskach skalnych, ugorach, w wyrobiskach kamieniołomów lub żwirowni, w ruinach, na terenach ruderalnych lub przemysłowych, na nasypach kolejowych i większych porębach leśnych.

## Pożywienie
Owady i ich larwy oraz inne drobne bezkręgowce zbierane na ziemi. Ponadto białorzytki zjadają też drobne owoce i jagody, takie jak czarny bez, poziomki, jeżyny czy jałowiec.

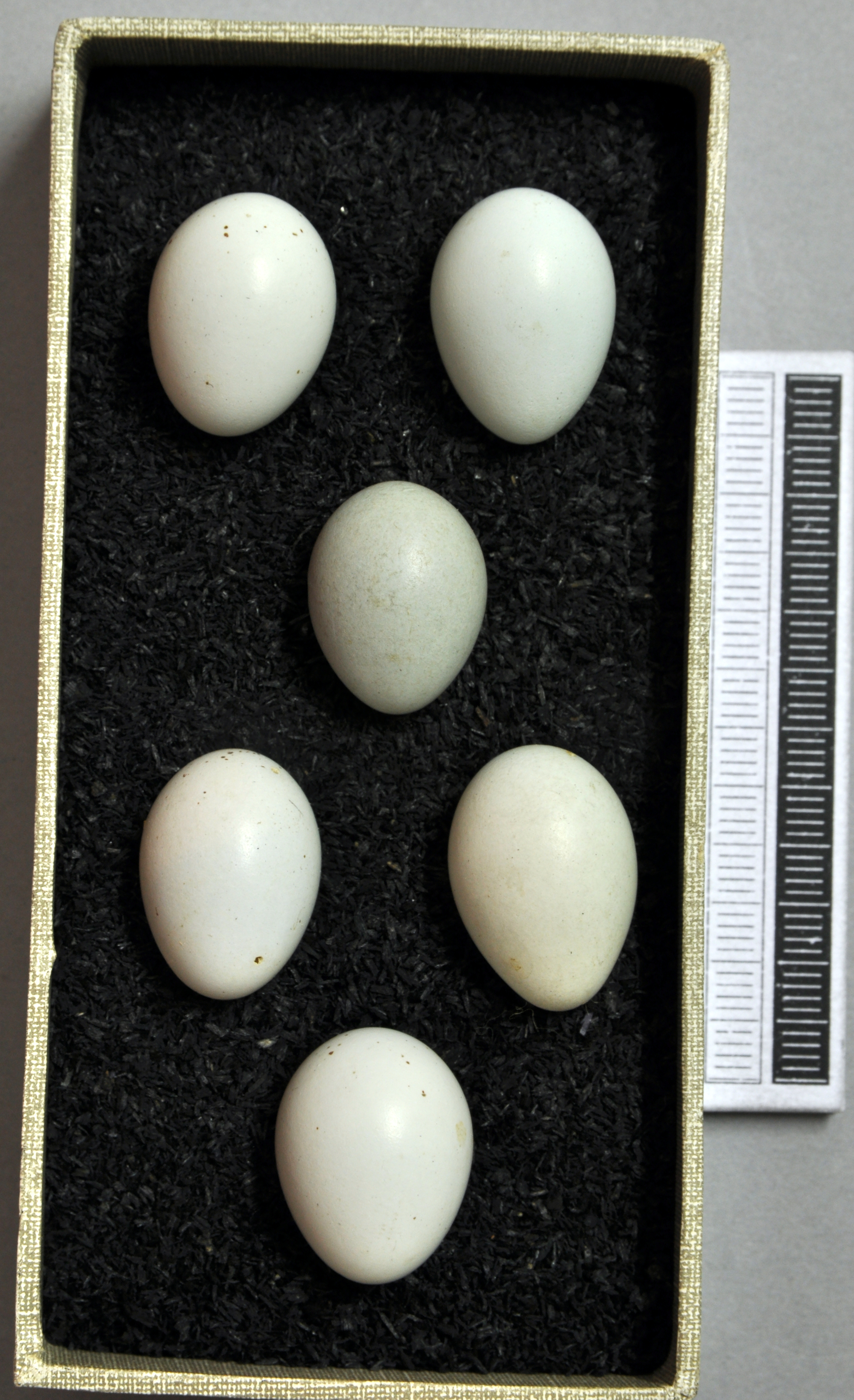
Jaja z kolekcji muzealnej

## Lęgi
Wyprowadza zazwyczaj jeden lęg w roku w maju, choć niektóre pary mogą przystąpić do drugiego lęgu w czerwcu.
GniazdoZwykle głęboko ukryte, umieszczone w szczelinie skalnej, pomiędzy kamieniami lub w hałdzie gruzu, w ruinach albo norze ziemnych ssaków.
Jaja i wysiadywanieSamica składa 5–6 jaj o barwie jasnoniebieskiej lub zielonkawej i średnich wymiarach 21 × 16 mm. Jaja są wysiadywane przez okres 13–14 dni przez samicę.
PisklętaPisklęta opuszczają gniazdo po 15–17 dniach. Przez ok. 2 tygodnie pozostają pod opieką rodziców, często samca (zwłaszcza jeżeli samica przystępuje do drugiego lęgu).

## Status i ochrona
Międzynarodowa Unia Ochrony Przyrody (IUCN) uznaje białorzytkę za gatunek najmniejszej troski (LC, Least Concern). Liczebność światowej populacji, według wstępnych szacunków, mieści się w przedziale 10–500 milionów dorosłych osobników. Globalny trend liczebności populacji uznawany jest za spadkowy.
W Polsce białorzytka objęta jest ścisłą ochroną gatunkową. Na Czerwonej liście ptaków Polski została sklasyfikowana jako gatunek najmniejszej troski (LC).